# Odlingslandskap

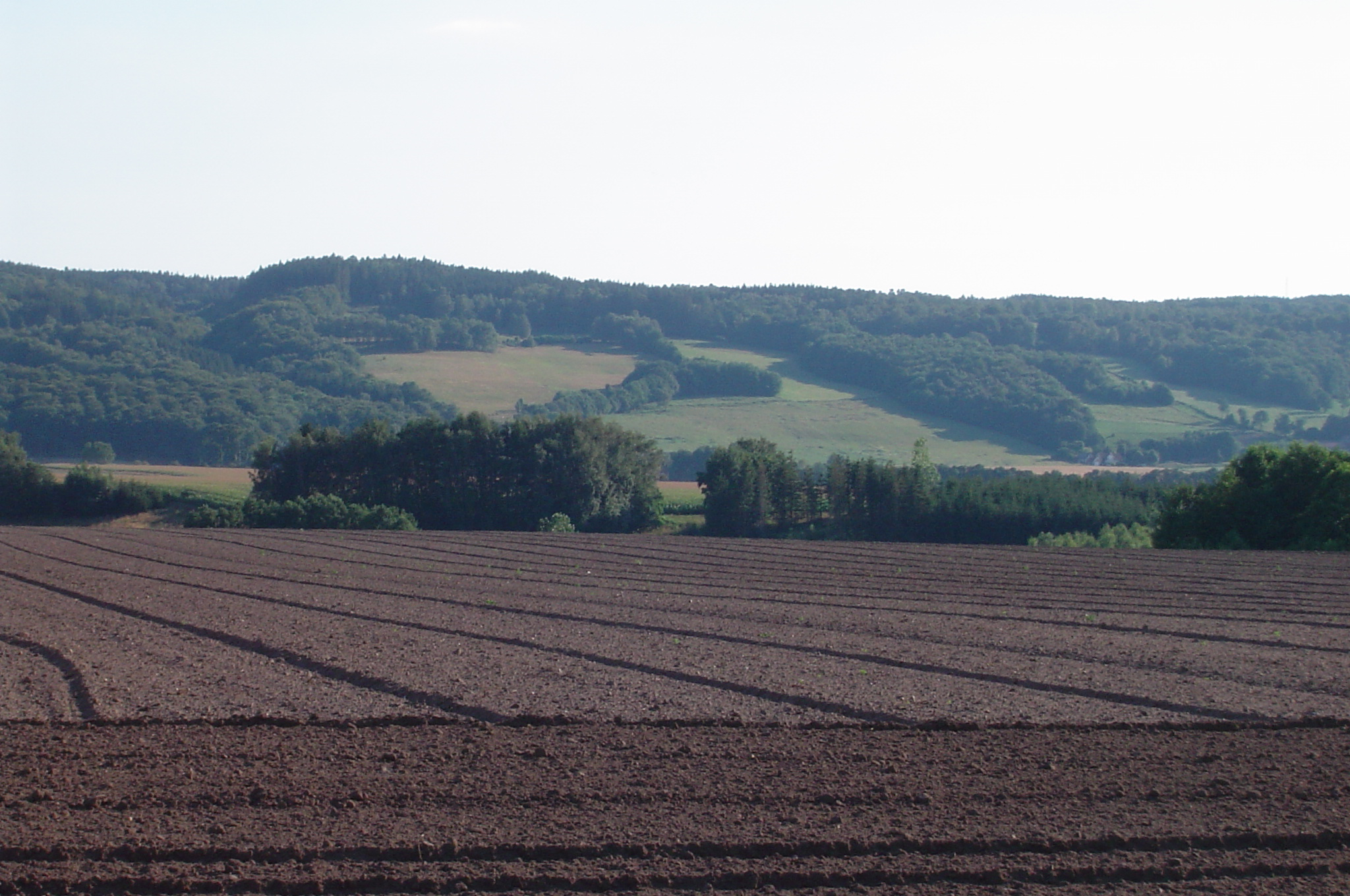
Odlingslandskap vid Hasslöv, Halland (med Hallandsåsen), juli 2008

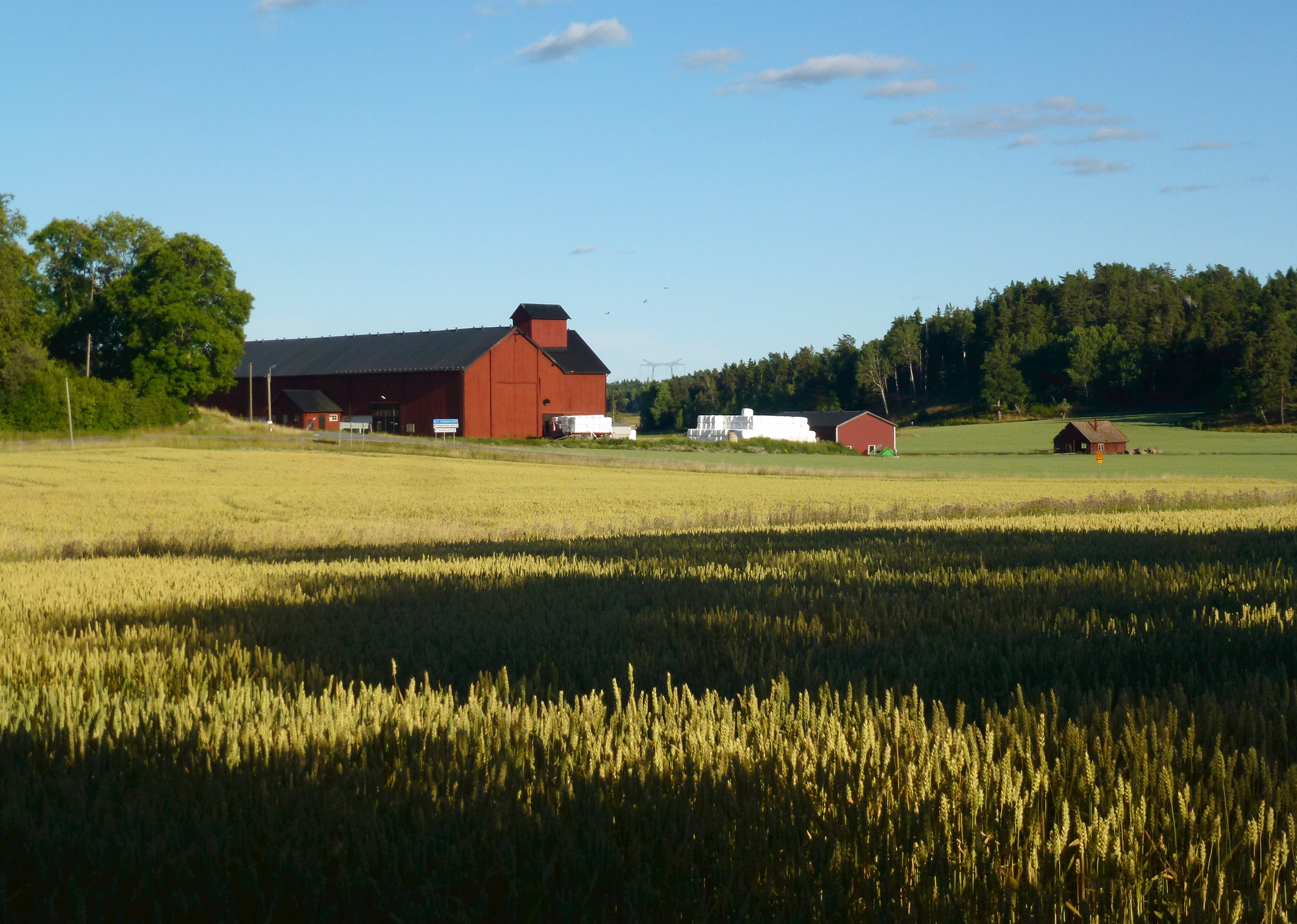
Odlingslandskap vid Ladviks gård, Södermanland, juli 2013

Odlingslandskap är det gemensamma namnet på de åkrar, ängar och hagar, som brukats och alltjämt brukas av bofasta bönder.

## Odlingslandskapet i Sverige
Det svenska odlingslandskapet anses ha utvecklats sedan det nomadiserande svedjebruket efterhand upphörde, med början för cirka sex tusen år sedan.